# Junior Fotso Noubi
Junior Fotso Noubi (ur. 20 czerwca 1996 w Libreville) – gaboński piłkarz grający na pozycji bramkarza. Od 2021 jest zawodnikiem klubu Vannes OC.

## Kariera klubowa
Swoją piłkarską karierę Noubi rozpoczął w klubie CF Mounana. Zadebiutował w nim w 2017 roku. Następnie wyjechał do Francji, gdzie grał w takich klubach jak: Saint-Nazaire AF (2018-2019) i SO Cholet (2019-2021). W 2021 przeszedł do Vannes OC.

## Kariera reprezentacyjna
W 2022 roku Noubi został powołany do reprezentacji Gabonu na Puchar Narodów Afryki 2021. Na tym turnieju nie rozegrał żadnego meczu.